# Adam Olearius

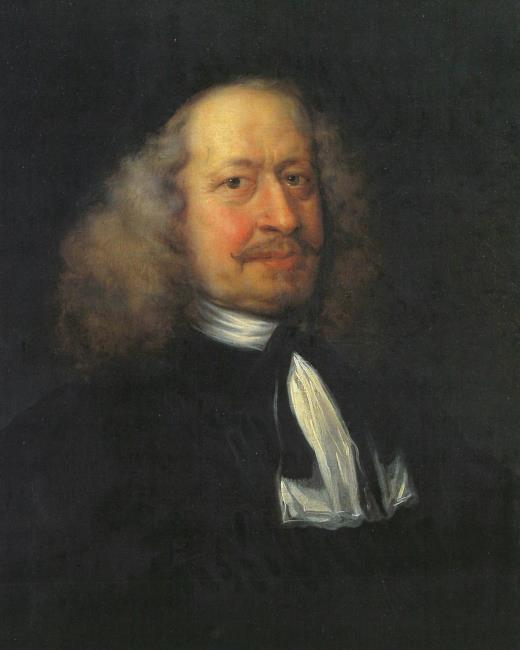
Adam Olearius door Jürgen Ovens

Adam Olearius (Aschersleben, 24 september 1599 - Gottorf, 22 februari 1671) was een Duits geleerde, eigenlijk Ölschlager geheten. Hij was een verdienstelijk wis-, natuur- en aardrijkskundige en een goed historicus, taalgeleerde, diplomaat, bibliothecaris en schrijver. In dienst bij de hertog Frederik III van Sleeswijk-Holstein-Gottorp maakte hij als secretaris van een gezantschap diverse reizen naar Moscovië. Hij verbleef in de Russische hoofdstad in 1634, en 1636 en reisde in het laatste jaar door naar het Perzische Rijk om in 1639 terug te keren in Moskou. Zijn verslag is enigszins gekleurd door het in bescherming nemen van zijn toekomstige zwager Crusius, de leider van de expeditie en het zwart maken van de tweede man tijdens de expeditie.

## Biografie

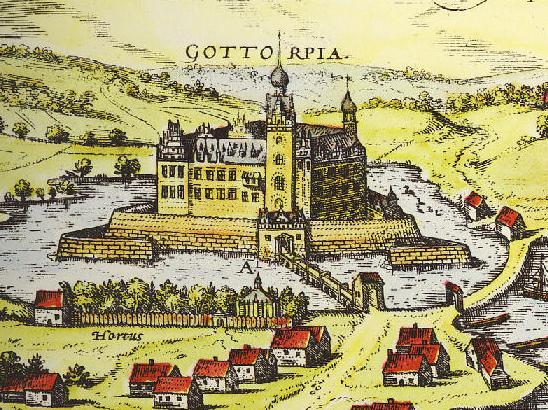
Het kasteel Gottorf rond 1600

Olearius werd geboren in de omgeving van Maagdenburg. Hij studeerde in Leipzig en heeft mogelijk ergens als schoolmeester gewerkt. Vervolgens trad hij in dienst van hertog van Sleeswijk-Holstein-Gottorp. Frederik had ambitieuze plannen voor de ontwikkeling van de zee- en zijdehandel en stichtte in 1621 Friedrichstadt op aanraden van de Hamburgse koopman Otto Brüggeman. Omdat hij een reisweg naar Rusland en Perzië zocht die niet om Afrika heen diende te gaan, stuurde hij op 22 oktober 1633 een aantal afgezanten naar Moskou. Het gezelschap vertrok uit Hamburg en via Lübeck en Riga deed het Dorpat aan waar het vijf maanden lang werd opgehouden; vervolgens ging het door naar Reval, Narva, Ladoga en Novgorod. Op 14 augustus 1634 kwam het gezelschap in de Russische hoofdstad aan. Het lukte om een handelsovereenkomst met tsaar Michael I van Rusland te sluiten, iets waar Isaac Massa als Hollander, maar ook Fransen, Denen, Zweden en Engelsen niet in waren geslaagd.

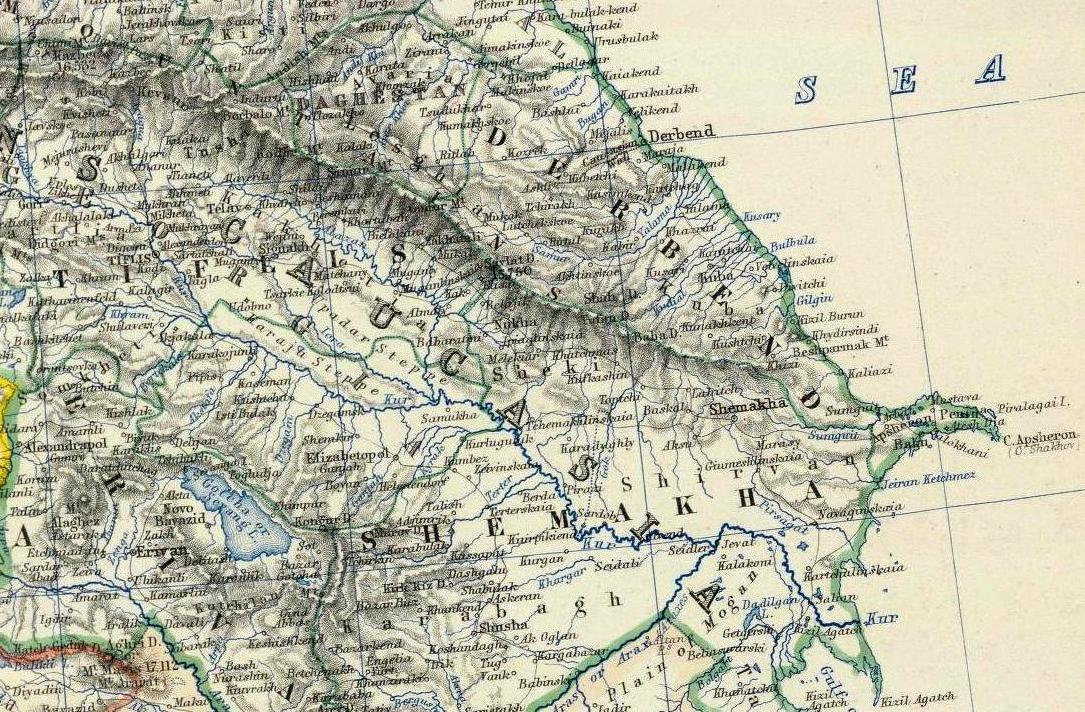
Transkaukasië

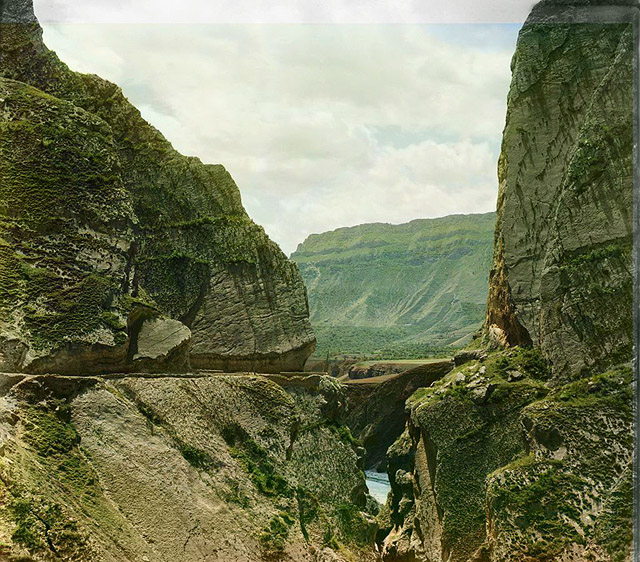
Een ravijn in de Kaukasus

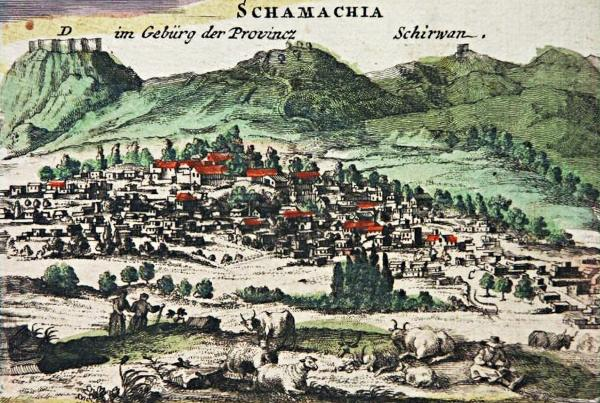
Prent van Sjemacha uit de reisbeschrijving van Olearius

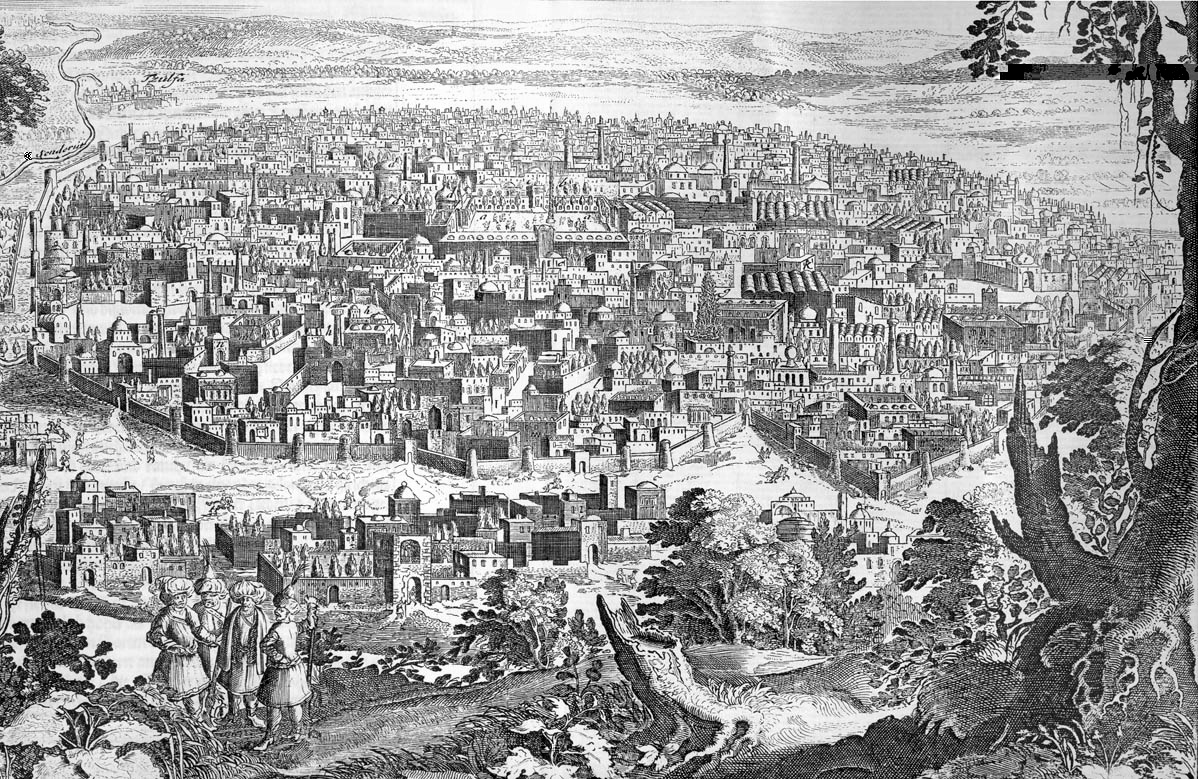
Isfahan

Op 6 april 1635 begon het uitrusten van een tweede expeditie. Op 22 oktober vertrokken de mannen uit Hamburg naar Perzië. Vanwege een schipbreuk duurde de reis langer dan verwacht. Een klok die door de angstige paarden vertrapt was en als geschenk diende, maar ook de reispapieren gingen verloren en twee man moesten nieuwe passen halen. Pas op 29 maart 1636 kwam het gezelschap via Reval in Moskou aan. De twee gezanten werden door de tsaar ontvangen, maar Brüggeman ging ook een geheim overleg met enkele Bojaren aan. Op 30 juni verliet het gezelschap, versterkt met 30 soldaten, de Russische hoofdstad met als doel Balachna bij Nizhniy Novgorod. Via de Wolga kwamen ze uiteindelijk terecht in de Kaspische Zee. Tijdens de storm die drie dagen duurde sloeg de roeiboot stuk op de rotsen en er werd een vlot gemaakt, waarop de twee gezanten naar het vasteland voeren. Omdat de Zweedse schipper dronken was, liet Olearius de touwen doorhakken nadat de mast was gebroken. Het schip werd aan land gezet, zodat ook de overige bemanningsleden en passagiers zich konden redden. Het hout werd vervolgens opgestookt. De sultan stelde 40 kamelen, 30 ossen en tachtig paarden ter beschikking van het reisgezelschap dat 94 man telde.
Op 19 november kwamen de heren aan in een van de oudste steden van Rusland, Derbent, tegenwoordig in de deelrepubliek Dagestan. Op nieuwjaarsdag werden ze uitgenodigd door de lokale sjah; 22 man moesten vervolgens door een arts behandeld worden omdat ze te veel gedronken hadden. Op 27 maart (?) vertrok het gezelschap in 60 wagens en met tien zieken. Om met de zes scheepskanonnen door een bergachtig gebied te kunnen trekken, kregen ze 40 kamelen en 300 paarden toegestuurd door de khan van Ardabil. Vier kanonnen werden onderweg achtergelaten toen de wagenwielen afbraken. Bovendien kon een roofoverval worden afgeslagen. Via Soltaniyeh reisden ze naar Qom, dat op 19 juli werd bereikt, en naar Qazvin. Op 3 augustus 1637 kwamen de Holsteiners aan in Isfahan; twee weken later werden ze ontvangen door de Safi van Perzië.

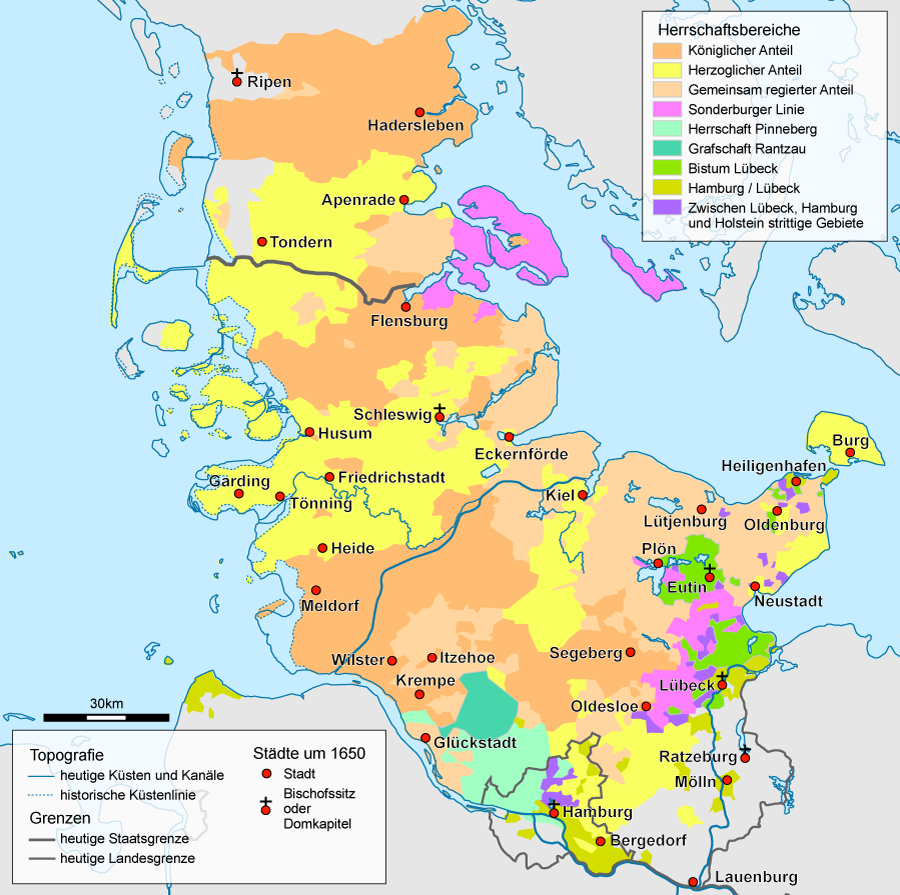
Kaart van Sleeswijk-Holstein met de verschillende hertogdommen rond 1650

Aan het einde van dat jaar was het voor iedereen duidelijk dat de expeditie als mislukt moest worden beschouwd; via Rasjt, Lenkoran, Astrakhan, Kazan, kwamen ze opnieuw in Moskou. Olearius had met behulp van Cornelius Clausen, een Nederlandse zeeman uit Woerden, belangrijke kaarten getekend van de loop van Wolga, maar sloeg een uitnodiging af om in dienst te treden van de tsaar. De kaart van de Wolga werd opgenomen in alle belangrijke atlassen. Hij gebruikte mogelijk eerdere Russische kaarten als basis en vermeldde ook de Russische afstandsmaat, de werst.
Op 15 mei 1639 nam Olearius in Reval afscheid van zijn collega's. In augustus 1639 waren die weer terug in Slot Gottorp. Brüggeman, tweede man van de expeditie werd op 5 mei 1640 op grond van incompetentie tijdens de reis ter dood veroordeeld, maar mogelijk vanwege de jaloezie tussen de beide gezanten Crusius en Brüggeman en hun secretaris Olearius.  Olearius, die in 1640 een schoonzuster van Crusius trouwde, pleitte zichzelf en zijn zwager in zijn boek dat in 1647 verscheen, geheel vrij.

### Terug in Gottorp
Olearius is bibliothecaris geworden in Gottorp. Hij had onderweg veel aantekeningen gemaakt en bewerkte die voor een uitgave. Hij nam informatie op over de veroveringen van Tamerlan uit eerdere publicaties. De tsaar herhaalde zijn aanbod in 1643.
Zijn Offt begehrte Beschreibung der Newen Orientalischen Reyse (1647), op barokke wijze geïllustreerd, wordt beschouwd als het eerste reisverhaal in de Duitse taal. Zijn kaart van Kaspische Zee was de eerste sinds Ptolemeus.

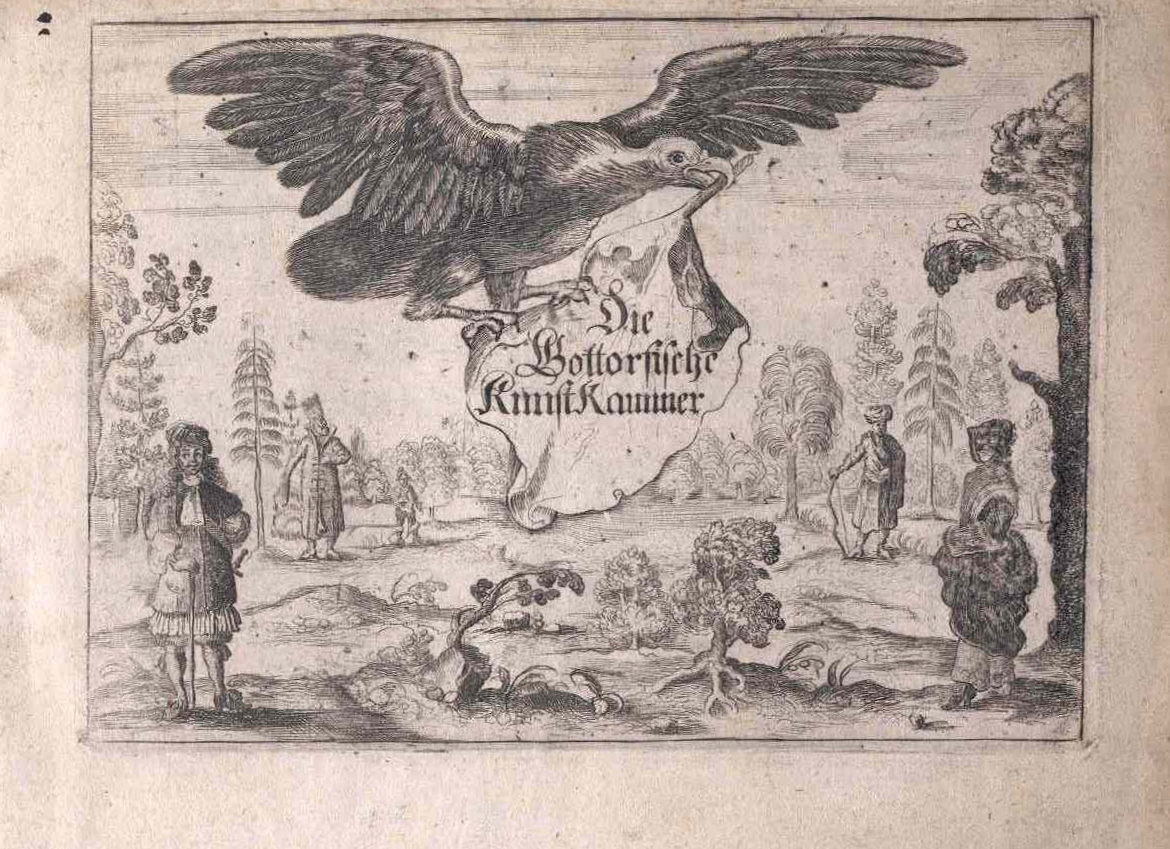
Titelkupfer der Gottorffischen Kunst-Cammer, 1666

In 1651 kocht de hertog van Sleeswijk het rariteitenkabinet van Paludanus aan, dat al sinds 1634 te koop stond aangeboden in Enkhuizen. In 1666 publiceerde Olearius een catalogus van de hele verzameling van de hertog. De verzameling werd verscheept naar Gottorf, waar Olearius, een nauwkeurige en bewaarde catalogus maakte. (Na de verovering van het gebied door Denemarken is de verzameling in 1750 verscheept naar Kopenhagen waar het zich nog steeds in het koninklijk museum, The King's Kunstkammer, bevindt.)
Door zijn levendige en goedgedocumenteerde beschrijving wist hij enthousiasme op te wekken voor de Perzische literatuur en in het bijzonder voor de vertaling van het gedicht Gulistan van de dichter Saadi.
Het werk van Olearius was onder meer van invloed op Montesquieu met zijn satire Lettres Persanes (1721).

## Werken in het Nederlands verschenen
- Beschrĳvingh vande nieuwe Parciaensche, ofte orientaelsche reyse, welck door gelegentheyt van een Holsteynsche ambassade, aen den koningh in Persien geschiet is ...: Item een schrĳven van ... Iohan Albrecht van Mandelslo, waer in de Oost-Indische reys van den selven over den oceanus verhaelt wort ... / Door mr. Adamus Olearius ... ; ende nu in onse tael overgeset door Dirck van Wageninge (1651)
- Persiaensche reyse uyt Holsteyn, door Lĳflandt, Moscovien, Tartarien in Persien, door Philippvs Crvsivs en Otto Brvghman, gesanten des doorl: hoogh: heere, Heer Frederick, Erf-heer in Norwegen, Hertog van Sleswijck en Holsteyn, &c... / In ’t Hoogduytsch beschreven door Adam Olearius en nu in ’t Neder-duyts over-geset (1651) Jan Zoet schreef een inleidend gedicht.
- Perssiaansche roosengaard beplant met vermaaklĳke historiën, scharp-zinnige redenen, nutte regelen, en leerrĳke sin-spreuken / voor omtrent vierhonderd jaaren in ’t Perssiaans beschreeven, door den zin-rĳken poët Schich Saadi ; doch onlangs uit de selve spraak in ’t Hoogduyts overgeset, en op sommige donkere plaatsen met nodige uyt-leggingen verrĳkt door Adamum Olearium; die daar by gevoegd heeft de aartige fabelen of verdigtselen van Lokman; als ook eenige treffelĳke Arabische spreuken ; alles vert. door Jan van Duisberg (1654)
- De wonderen van 't Oosten, ofte beschrĳving en oorlogs-daden van Oud- en Nieuw Oost-Indiën, vervolgt tot op deze tĳt, van de Sond vloed af: mitsgad. de reysen na het zelve, Arnoldus Montanus en Adam Olearius (1654) gedrukt door Andries van Hoogenhuysen

## Voetnoten
1. ↑  Hij was ook ijdel, want hij beschreef zichzelf als een Adonis.
2. ↑  Niet lang daarna werden alsnog 20 paarden gestuurd.
3. ↑  De theoloog Olearius bracht een bezoek aan een moskee, maar weigerde de koran te kussen. In plaats daarvan kuste hij een boek met een afbeelding van de hertog, zijn opdrachtgever.
4. ↑  De wrede, aan opium verslaafde Safi had in de loop van de jaren al zijn tegenstanders: generaals, raadgevers, en familieleden laten vermoorden. Hij verloor in 1639 Bagdad aan het Ottomaanse Rijk.
5. ↑  The Travels of Olearius in Seventeenth-Century Russia door Samuel H. Baron The travels of Olearius in ... - Google Boeken
6. ↑  https://www.ilab.org/db/book2582_21650.html
7. ↑  http://abstractairanica.revues.org/document2739.html. Gearchiveerd op 26 mei 2009.
8. ↑  http://bibliodyssey.blogspot.com/2008/04/gottorp-kunstkammer.html. Gearchiveerd op 17 maart 2019.
9. ↑  http://openlibrary.org/b/OL17492856M/Adam_Olearius'_'Persianischer_Rosenthal'

- Bibsys: 90796810
- Biblioteca Nacional de España: XX1739871
- Bibliothèque nationale de France: cb12817277v (data)
- CiNii: DA09754565
- Gemeinsame Normdatei: 118736256
- International Standard Name Identifier: 0000 0001 1691 6898
- Library of Congress Control Number: n85215301
- Nationale Bibliotheek van Letland: 000005701
- Nationale Bibliotheek van Tsjechië: nlk20010096014
- Nationale bibliotheek van Australië: 35860423
- Nationale Bibliotheek van Israël: 987007266287305171
- Nationale Bibliotheek van Polen: a0000001912457
- Nationale en Universitaire bibliotheek Zagreb: 000132667
- Nederlandse Thesaurus van Auteursnamen: 070862753
- Réseau des bibliothèques de Suisse occidentale: 02-A000124555
- RKD-Nederlands Instituut voor Kunstgeschiedenis: 60436
- Istituto Centrale per il Catalogo Unico: UFIV122977
- LIBRIS: 338820
- SNAC: w6pm2qwb
- Système universitaire de documentation: 073741841
- Trove: 1120001
- Union List of Artist Names: 500098760
- Virtual International Authority File: 100205492